# Juan Mayorga
Juan Antonio Mayorga Ruano (Madrid, 6 de abril de 1965) es un dramaturgo, director teatral y escritor español. Su dramaturgia, profunda, comprometida y metódica, traspasó las barreras nacionales para ser traducido y representado en los principales teatros europeos. Colaborador asiduo de compañías como Animalario, trabajó como adaptador y dramaturgista para el Centro Dramático Nacional y la Compañía Nacional de Teatro Clásico. Fue miembro fundador de la Academia de las Artes Escénicas de España y dirige el Teatro de La Abadía y el Corral de Comedias de Alcalá de Henares, así como la Cátedra de Artes Escénicas de la Universidad Carlos III de Madrid. Premio Nacional de Teatro en 2007 y Premio Nacional de Literatura Dramática en 2013, el 12 de abril de 2018 fue elegido miembro de la Real Academia Española para el sillón "M". El 1 de junio de 2022 fue galardonado con el Premio Princesa de Asturias de las Letras de 2022. En el mundo anglosajón es conocido por su obra Himmelweg, camino hacia el cielo, representada en Londres, en 2017.

## Biografía
Nació en 1965, se crio en el barrio madrileño de Chamberí. En 1988 se licenció en Filosofía y en Matemáticas. Becario de investigación en el Instituto de Filosofía del CSIC, bajo la dirección del filósofo Reyes Mate, amplió estudios en Münster, Berlín y París. Se doctoró en Filosofía en 1997 por la UNED con una tesis titulada: La filosofía de la historia de Walter Benjamin.
Profesor de Matemáticas a partir de 1994, enseñó en institutos de Madrid y Alcalá de Henares durante cinco años. Es también profesor de Dramaturgia y de Filosofía en la Escuela Superior de Arte Dramático de Madrid. Dirigió el seminario Memoria y pensamiento en el teatro contemporáneo en el Instituto de Filosofía del CSIC y es director de la Cátedra de Artes Escénicas de la Universidad Carlos III de Madrid. En febrero de 2022 fue nombrado director artístico del Teatro de La Abadía y el Corral de Comedias de Alcalá. Desde entonces aplica su visión a la programación de esta prestigiosa institución (Teatro de la Abadía) y presenta en ella trabajos que escribe y dirige ("Ana María" en 2023, "La colección" en 2024).
Sus trabajos filosóficos más importantes son Revolución conservadora y conservación revolucionaria. Política y memoria en Walter Benjamin y Elipses.
Está casado y tiene tres hijos.

## Dramaturgia

### El astillero
En 1993, junto a los dramaturgos José Ramón Fernández, Luis Miguel González Cruz y Raúl Hernández Garrido, fundó el Teatro del Astillero. Previamente, con estos autores dramáticos, coincidió en el taller de Marco Antonio de la Parra, en el que también participaron Angélica Liddell y Pedro Víllora. Más tarde, se unió a El Astillero Guillermo Heras, que dio al grupo dimensión de productora teatral, dentro de la cual montó alguna de las obras de Mayorga.
El astillero nació como un proyecto vanguardista, un espacio de reflexión teatral, abierto al ensayo de ideas nuevas, con algunos proyectos descabellados, pero siempre con un vivo intercambio de ideas. En unas declaraciones de 2008 afirmó: 

El Astillero empezó siendo el lugar de encuentro de algunos autores que coincidimos en un taller de Marco Antonio de la Parra, en el que también estaba Angélica Liddell. Quedábamos para leer nuestros textos y para comentarlos. Luego, se nos unió Guillermo Heras, que empezó a ponerlos en escena y a publicarlos. Y todavía sigue siendo para nosotros un espacio de agitación, de encuentro y de migración de ideas. Siento que les debo mucho tanto a El Astillero como a Guillermo,

 Alejamientos personales y estéticos del programa de este grupo llevan a Mayorga a desvincularse del proyecto del Astillero en 2006. Teatro del Astillero continúa con su labor de creación, difusión, publicación y producción de textos de teatro contemporáneo.
En 2011 fundó la compañía La Loca de la Casa, con la que en 2012 puso en escena su obra La lengua en pedazos y en 2015 Reikiavik.

### Influencias

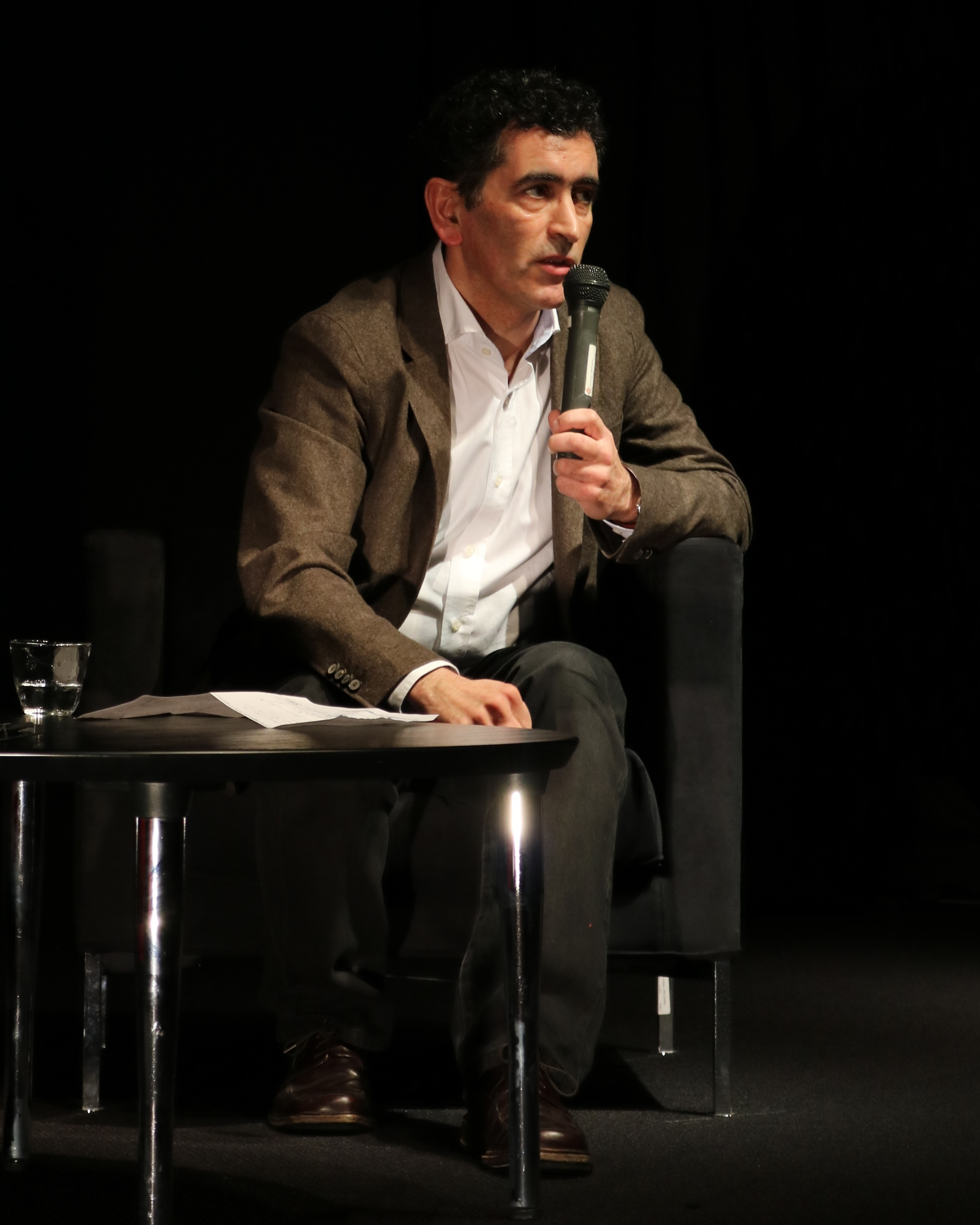
Mayorga en el Instituto Cervantes de Tokio, 2019

Mayorga reconoció su admiración por la obra y el pensamiento de Walter Benjamin: 

Soy deudor de Benjamin, hasta el punto de que la autointerpretación de mi trabajo le es deudora. Hay motivos, estrategias y fines de mi trabajo, tanto filosófico como teatral, que han sido ahormados por Benjamin. Por ejemplo, la figura de la traducción que es fundamental en mi teatro, la meditación sobre la violencia, la centralidad del pasado fallido, todos esos son motivos benjaminianos”.

 En su libro Elipses analizó su gusto por adentrarse en personajes violentos y poderosos: 

Creo que mi misión cuando construyo un personaje como el Hombre Bajo de Animales nocturnos, como el Comandante de Himmelweg, es que el espectador no se sienta frente a un monstruo respecto del que él se siente inocente, sino que experimente hasta qué punto resuenan en él los argumentos de ese personaje, sienta su afinidad a él, como en un momento dado digo, en qué medida yo me reconozco en Caín, o al menos comprendo a Caín.

El crítico Marcos Ordóñez habla de ciertas referencias en la obra de Mayorga con el teatro inglés: Tom Stoppard, David Hare o Harold Pinter. Además, Ordóñez enlaza el teatro de Mayorga con autores vanguardistas europeos como Ionesco, Pirandello o De Filippo.

### Grupo generacional
Aislado en el panorama teatral español, a veces unió su obra a la de la catalana Angélica Liddell, presente en los escenarios españoles desde la década de 1990 y que en 2020 publicó Guerra interior.

## Obras teatrales
Es el autor de numerosas obras teatrales. Se distingue entre su teatro de tesis, sus comedias, sus obras poéticas y sus piezas breves. Su primera obra, Siete hombres buenos, accésit del premio Marqués de Bradomín, publicada en el volumen Marqués de Bradomín 1989 (1990), la escribió con veinticuatro  años y no fue estrenada hasta 2020. Desde entonces, su dedicación al teatro fue creciente y sus obras se cuentan con una o dos por año.  
- Siete hombres buenos (1989).
- Más ceniza, premio Calderón de la Barca 1992 (1993).
- El traductor de Blumemberg (1993).
- El sueño de Ginebra (1993).
- Concierto fatal de la viuda Kolakowski (1994).
- El hombre de oro (1996).
- Cartas de amor a Stalin (1997).
- El jardín quemado (1999).
- Angelus Novus (1999).
- El Gordo y el Flaco (2001).
- Alejandro y Ana (en colaboración con Juan Cavestany) (2002).
- Sonámbulo (2003).
- Palabra de perro (2003).
- Himmelweg. Camino del cielo (2003).
- Animales nocturnos (2003).
- Últimas palabras de Copito de Nieve (2004).
- Hamelin (2005).
- Job (2006).
- El chico de la última fila (2006).[16]
- Fedra (2007).
- La paz perpetua (2007).
- Primera noticia de la catástrofe (2007).
- La tortuga de Darwin (2008).
- El cartógrafo (2009).[17]
- Los yugoslavos (2010).
- El elefante ha ocupado la catedral (2011).
- La lengua en pedazos (2011).[18]
- El crítico (Si supiera cantar, me salvaría) (2012).[19]

- Penumbra (en colaboración con Juan Cavestany).
- El arte de la entrevista (2014).[21]
- Famélica (2014).[22]
- Reikiavik (2015), sobre el duelo entre Boris Spassky y Bobby Fischer.
- Amistad (2017).
- El mago (2017).
- La intérprete (2018).
- Intensamente azules (2018).
- Shock 1 (el cóndor y el puma) (2020) (en colaboración con Juan Cavestany, Albert Boronat y Andés Lima).
- Shock 2 (la tormenta y la guerra) (2021) (en colaboración con Juan Cavestany, Albert Boronat y Andés Lima).
- Silencio (2022), a partir de su discurso de ingreso en la Real Academia Española.
- El Golem (2022). [23]
- María Luisa (2023)
- La colección (2024) [24]

### Piezas breves
Con el título de Teatro para minutos, reunió sus piezas breves: El hombre de oro, La mala imagen, Legión, El guardián, La piel, Amarillo, El Crack, La mujer de mi vida, BRGS, La mano izquierda, Una carta de Sarajevo, Encuentro en Salamanca, El buen vecino, Candidatos, Inocencia, Justicia, Manifiesto Comunista, Sentido de calle, El espíritu de Cernuda, La biblioteca del diablo, Tres anillos, Mujeres en la cornisa, Método Le Brun para la felicidad, Departamento de Justicia, JK, La mujer de los ojos tristes, Las películas del invierno  y 581 mapas.

### Versiones
También ha realizado versiones de Hécuba (Eurípides), La dama boba (Lope de Vega), Fuenteovejuna (Lope de Vega), El monstruo de los jardines (Calderón de la Barca), La vida es sueño (Calderón de la Barca), Rey Lear (William Shakespeare), Natán el sabio (Gotthold Ephraim Lessing), Don Juan Tenorio (José Zorrilla), Woyzeck (Georg Büchner), El Gran Inquisidor (Dostoievski), Un enemigo del pueblo (Henrik Ibsen), Platónov (Antón Chéjov), Ante la Ley (Franz Kafka), Divinas palabras (Ramón María del Valle-Inclán) y La visita de la vieja dama (Friedrich Dürrenmatt) y Sonámbulo (Sobre los ángeles de Rafael Alberti).

## Publicaciones
- Siete hombres buenos. Madrid, 1989.
- Vidas y ficciones de la ciudad de Salamanca. Juan Mayorga y Antonio Álamo. Ed. Consorcio Salamanca, Salamanca, 2002. 96 págs.
- El elefante ha ocupado la catedral. Dibujos de Daniel Montero. Veintisiete Letritas, 2012. 48 págs.
- Teatro 1989-2014. Dibujos de Daniel Montero Galán. La Uña Rota. Madrid, 2014. 770 páginas (de esta antología ya se han realizado al menos tres ediciones)
- Hamelin; La tortuga de Darwin. Edición de Emilio Peral Vega. Cátedra, Madrid, 2015. 232 págs.
- Elipses. Madrid, Uña Rota, 2016. Reúne sus ensayos, conferencias y artículos.
- Teatro 1989-2014. Madrid, Uña Rota, 2014.
- Reikiavik. Madrid, Uña Rota, 2014.
- Famélica. Madrid, Uña Rota, 2015.
- El cartógrafo. Madrid, Uña Rota, 2016.
- Cartas de amor a Stalin. La paz perpetua. Castalia. 2016.

## Real Academia Española
El 12 de abril de 2018 fue elegido académico de la Lengua para ocupar el sillón "M", vacante desde el fallecimiento del poeta y lingüista Carlos Bousoño, fallecido el 24 de octubre de 2015. A dicho sillón también optaba la filóloga Dolores Corbella. La candidatura de Mayorga fue avalada por los académicos Luis María Ansón, Luis Mateo Díez y José Manuel Sánchez Ron.

## Premios y representaciones
Entre otros ha obtenido los siguientes premios: Premio Europa Nuevas Realidades Teatrales (2016),  Nacional de Teatro (2007), Valle-Inclán (2009), La Barraca (2012), Ceres (2013), Nacional de Literatura Dramática (2013), Premio Nacional de las Letras "Teresa de Ávila" (2016) y Max al mejor autor (2006, 2008 y 2009) y a la mejor adaptación (2008 y 2013). En 2024 la diputación de Ávila le otorga el premio a las letras "Jimenez Lozano" y es incluido como miembro de honor en la Institución Gran Duque de Alba.
El 1 de junio de 2022 fue anunciado que obtuvo el Premio Princesa de Asturias de las Letras 2022 por «la enorme calidad, hondura crítica y compromiso intelectual de su obra.»
Desde el año 2017, pone nombre a los premios más prestigiosos del sector del teatro amateur de España. Los Premios Juan Mayorga, organizados por la Confederación Española de Asociaciones de Teatro Escenamateur con el apoyo del Ministerio de Cultura y de la Fundación SGAE, sirven de encuentro y reconocimiento de un tejido teatral heterogéneo y muy extenso en todo el territorio nacional, con los que el autor madrileño colabora cada año.
Su teatro ha sido puesto en escena en Alemania, Argentina, Australia, Bélgica, Brasil, Bulgaria, Canadá, Chile, Colombia, Corea, Costa Rica, Croacia, Cuba, Dinamarca, Ecuador, España, Estados Unidos, Francia, Grecia, Holanda, Hungría, Irlanda, Israel, Italia, México, Noruega, Paraguay, Perú, Polonia, Portugal, Reino Unido, Rumanía, Serbia, Suiza, Turquía, Ucrania, Uruguay y Venezuela, y traducido a los idiomas alemán, árabe, búlgaro, catalán, coreano, croata, checo, chino, danés, esloveno, esperanto, estonio, euskera, finlandés, francés, gallego, griego, hebreo, holandés, húngaro, inglés, italiano, japonés, letón, noruego, polaco, portugués, rumano, ruso, serbio, turco y ucraniano.
Su obra El chico de la última fila fue adaptada al cine por François Ozon en la película Dans la maison, que recibió la Concha de Oro a la mejor película y Premio del Jurado al mejor guion en el Festival Internacional de Cine de San Sebastián 2012.
En julio de 2022 Paula Ortiz comenzó el rodaje del largometraje Teresa, adaptación libre de su obra La lengua en pedazos,estrenado primero en la Semana Internacional de Cine de Valladolid y, posteriormente, en salas comerciales el 24 de noviembre de 2023.